# Panthera pardus melas
 Panthera pardus melas és una subespècie del lleopard (Panthera pardus). És molt diferent de les altres subespècies del continent asiàtic, la qual cosa indica que se'n va separar fa molt de temps. Menja cèrvids, macacos, porcs senglars i gibons, tot i que també menja, si s'esdevé l'oportunitat, animals domèstics (com ara, gossos, gallines i cabres). Es troba a l'illa de Java (Indonèsia). Les seves principals amenaces són l'augment de la població humana, la urbanització, la desforestació, la fragmentació del seu hàbitat i la caça per aconseguir-ne la pell. Hom creu que només en queden al voltant de 250 exemplars a tot Java i el seu nombre minva any rere any.